# Tettaugrund
Tettaugrund ist ein Wohnplatz des Marktes Tettau im Landkreis Kronach (Oberfranken, Bayern).

## Geographie
Das ehemalige Dorf befindet sich an der Tettaugrundstraße (=Staatsstraße 2201) an der Grenze zu Alexanderhütte und ist im Hauptort Tettau aufgegangen. Es liegt im tief eingeschnittenen Tal der Tettau.

## Geschichte
Tettaugrund gehörte zur Realgemeinde Tettau. Gegen Ende des 18. Jahrhunderts bestand der Ort aus 3 Anwesen (1 Mahlmühle, 1 Schneidmühle, 1 Wohnhaus). Das Hochgericht übte das bayreuthische Amt Lauenstein aus. Die Grundherrschaft über die Anwesen hatte das Kastenamt Lauenstein inne.
Von 1797 bis 1808 unterstand der Ort dem Justiz- und Kammeramt Lauenstein. Mit dem Gemeindeedikt wurde Tettaugrund dem 1808 gebildeten Steuerdistrikt Langenau und der 1818 gebildeten Ruralgemeinde Tettau zugewiesen.

### Einwohnerentwicklung
| Jahr      | 001818 | 001861 | 001871 | 001885 | 001900 | 001925 | 001950 | 001961 | 001970 |
| Einwohner | *      | 23     | 10     | 10     | 14     | 95     | 16     | 51     | 90     |
| Häuser    | *      |        |        | 2      | 2      | 9      | 1      | 10     |        |
| Quelle    | [ 3 ]  | [ 5 ]  | [ 6 ]  | [ 7 ]  | [ 8 ]  | [ 9 ]  | [ 10 ] | [ 11 ] | [ 12 ] |

## Religion
Die Einwohner evangelisch-lutherischer Konfession waren nach St. Christophorus (Langenau) gepfarrt. Im 20. Jahrhundert wurden sie nach Ad Portam Coeli in Tettau umgepfarrt.

## Weblink
- Tettaugrund in der Ortsdatenbank des bavarikon, abgerufen am 20. August 2021.